# Черкас, Павел Самсонович
Павел Самсонович Черкас — советский хозяйственный деятель, Герой Социалистического Труда.

## Биография
Родился в 1918 году в селе Большие Сорочинцы. Член КПСС.
С 1934 года — на хозяйственной, общественной и политической работе. В 1934—1976 гг. — зоотехник в совхозе, красноармеец, участник Великой Отечественной войны, командир орудия 10-го гвардейского артиллерийского полка 39-й армии Калининского фронта, командир орудия в составе 26-й гвардейской Краснознамённой бригады 8-й пушечной артиллерийской дивизии Резерва главного командования, старший зоотехник совхоза «Революционер», директор совхоза «Латовка», директор совхоза «Революционер» Синельниковского района Днепропетровской области Украинской ССР.
Указом Президиума Верховного Совета СССР от 23 июня 1966 года присвоено звание Героя Социалистического Труда с вручением ордена Ленина и золотой медали «Серп и Молот».
Умер в Синельниковском районе в 1976 году.